# Narodowy Kompleks Muzealny Sztuki i Kultury „Mystećkyj Arsenał”
Narodowy Kompleks Muzealny Sztuki i Kultury „Mystećkyj Arsenał” (ukr. Національний культурно-мистецький та музейний комплекс «Мистецький арсенал»), często skracane do Mystećkyj Arsenał (ukr. Мистецький арсенал) – kompleks muzealno-kulturalny w Kijowie, będący wiodącą instytucją kultury na Ukrainie. Łączy różne dziedziny sztuki, takie jak sztuka współczesna, muzyka, teatr, literatura oraz rozwój muzealnictwa.

## Historia
Lokalizacja obiektu związana jest z nieistniejącym już żeńskim monasterem Wniebowstąpienia, który funkcjonował w strukturze Ławry Peczerskiej od XVI do początku XVIII wieku. Znaczący wkład w rozwój tego monasteru wniosła Marija Mazepyna, matka hetmana Iwana Mazepy.
W 1798, na miejscu dawnych świątyń, rozpoczęto budowę budynku Arsenału – warsztatu do produkcji i przechowywania amunicji. Projekt przygotował Johann Szpekle, a budowę zakończono w 1801. Gmach ten stanowi pierwszy przykład klasycystycznej architektury w Kijowie, wykonany z charakterystycznej żółtej cegły.
W XIX wieku Twierdza Peczerska straciła znaczenie militarne, stając się kompleksem przemysłowym i magazynowym. W 1979 obiekt wraz z otoczeniem uzyskał status zabytku architektury i inżynierii wojskowej.
Współczesny kompleks kulturowy Mystećkyj Arsenał powstał z inicjatywy prezydenta Wiktora Juszczenki w 2005. Oficjalne otwarcie kompleksu nastąpiło 22 maja 2006. Status narodowy nadano mu w 2010. Całkowita powierzchnia wystawiennicza wynosi 60 000 m², z czego obecnie wykorzystywane są 24 000 m².

## Misja
Działania instytucji polegają na wspieraniu modernizacji społeczeństwa ukraińskiego oraz integracji Ukrainy z kontekstem globalnym poprzez wykorzystanie potencjału kultury. Realizowana jest poprzez poruszanie aktualnych kwestii społecznych, nawiązywanie kontaktów międzynarodowych oraz prezentację i rozwój zjawisk artystycznych i intelektualnych.
Mystećkyj Arsenał działa jako platforma interakcji ze światową społecznością kulturalną, integrując i rozwijając różne dziedziny sztuki za pomocą laboratoriów, takich jak Laboratorium Literackie i Laboratorium Sztuki Współczesnej. Instytucja pełni również rolę edukacyjną, mediując między ekspertami a szeroką publicznością.